# スターシップ9
『スターシップ9』(スペイン語: Órbita 9) は、2017年に公開されたスペインとコロンビア合作のSFロマンティック映画である。

## あらすじ
エレナは生まれてからずっと宇宙ステーション"オービター9"で孤独に暮らしている若い女性である。ビデオでだけ知る両親は、酸素不足から娘を救うために船外に去って死を選んでいる。オービターのコンピューターのエベカがエレナの世話をする。酸素レベルが低下したために、宇宙船がドッキングし、エンジニアのアレックスがやってきて修理する。二人は恋に落ち、愛を交わす。
アレックスが自分の船に戻り、エレベーターから降りたところは地上の研究施設である。そこはウーゴが率いる、汚染された地球から惑星セレステに宇宙船で人間を送り込むために、閉鎖空間の人間に対する影響を調べるオービター計画の施設であることがわかる。宇宙船の出発は20年後に予定されている。アレックスはオービター9に戻ってエレナに会い、密かに彼女を連れ出して自分のアパートに連れて行く。外の世界に慣れさせ、皮膚に問題が生じたときには、友人の医師チャオのところに連れて行く。アレックスが留守の間、エレナは全部で10個のオービターがあることを知る。
エレナは両親が生きていることを知って会いに行く。二人はエレナが自分たちの子ではなく、クローンであることを告げる。父はエレナを捕えるが、母が逃がす。ウーゴは部下を連れてエレナを追い、アレックスは逃げるがエレナは捕まる。ウーゴの上司のキャサリンはエレナを殺すよう命じる。チャオはアレックスに、エレナには地上で生きるための免疫がなく無菌室でしか生きられないことと、妊娠していることを告げる。アレックスはウーゴにこれを告げ、キャサリンは閉鎖空間での出産を実験することを決める。エレナはアレックスと一緒にいる条件で受け入れる。
数年後、若い女性がオービター9から出てウーゴに迎えられる。

## キャスト
- クララ・ラゴ：エレナ：宇宙ステーション"オービター9"で孤独に暮らす娘
- アレックス・ゴンザレス（英語版）：アレックス：エンジニア
- アンドレス・パラ（英語版）：ウーゴ：オービター計画の責任者
- ベルン・ルエダ（英語版）：シルヴィア：カウンセラー
- Kristina Lilley：キャサリン：ウーゴの上司
- John Alex Castillo ：チャオ：アレックスの友人の医師
- Fernando Campo ：エレナの父
- Sara Deray ：エレナの母